# Cumella abacoensis
Cumella abacoensis är en kräftdjursart som beskrevs av Petrescu 1996. Cumella abacoensis ingår i släktet Cumella och familjen Nannastacidae. Inga underarter finns listade i Catalogue of Life.